# Лопес Фернандес, Энрике
Энрике Лопес Фернандес (исп. Enrique López Fernández; род. 24 июня 1994, Мадрид), более известен под именем Кадете (исп. Cadete) — испанский футболист, защитник тбилисского «Динамо».

## Карьера
Футбольную карьеру начал в 2011 году в составе клуба «Алькобендас».
В 2018 году подписал контракт с клубом «Атлетико Сан-Луис».
В 2021 году перешёл в казахстанский клуб «Астана».

## Клубная статистика
| Игровая карьера | Игровая карьера   | Игровая карьера | Ч-т | Ч-т | Кубок | Кубок | Межд. | Межд. | Др. | Др. |
| --------------- | ----------------- | --------------- | --- | --- | ----- | ----- | ----- | ----- | --- | --- |
| 2019/2020       | Атлетико Сан-Луис | А               | -   | -   | -     | -     | -     | -     | -   | -   |
| 2019/2020       | Керетаро          | А               | 18  | 0   | 5     | 0     | -     | -     | -   | -   |
| 2020/2021       | Атлетико Сан-Луис | А               | 11  | 0   | -     | -     | -     | -     | -   | -   |
| 2021            | Астана            | A               | 21  | 0   | 7     | 0     | 2     | 0     | -   | -   |